# NCT (Band)
NCT (auch Neo Culture Technology; Hangeul: 엔시티) ist eine südkoreanische Boygroup der dritten K-Pop-Generation, gegründet von SM Entertainment. Die Gruppe unterteilt sich in die vier Untergruppen NCT 127, NCT Dream, NCT U und WayV und zählte seit Oktober 2020 insgesamt 23 Mitglieder. Im Mai 2023 hatte NCT 20 Mitglieder und im August 2024 hatte NCT nur noch 19 Mitglieder.

## Geschichte

### 2013 bis 2016 – Prä-Debüt/SM Rookies
Im Dezember 2013 wurden von SM Entertainment die ersten Mitglieder ihres Prä-Debüt-Teams SM Rookies vorgestellt, darunter Jeno und Taeyong. In den folgenden Jahren vor ihrem Debüt wurden insgesamt 15 männliche Trainees vorgestellt: Taeil, Hansol, Johnny, Taeyong, Yuta, Kun, Doyoung, Ten, Jaehyun, Winwin, Mark, Jeno, Haechan, Jaemin und Jisung. Sie alle wurden in den vorherigen und folgenden Jahren auf verschiedene Weise entdeckt: einige passierten die SM Global Auditions oder Saturday Open Auditions, andere wurden auf der Straße gecastet oder durch persönliche Verbindungen sowie Talentshows entdeckt.
Die SM Rookies traten schon vor ihrem offiziellen Debüt regelmäßig zusammen auf der Bühne oder in Fernsehshows auf. Auch online veröffentlichten sie zusammen Videos, sowohl auf YouTube, als auch auf einer eigenen Website und einer eigenen App.
Bis auf Hansol, der später unter J-Flo Entertainment der K-Pop Gruppe NewKidd (koreanisch 뉴키드) beitrat, debütierten alle 14 weiteren männlichen Trainees des Teams im Zeitraum von 2016 bis Anfang 2018 in NCT.
Im Januar 2016 hielt Lee Soo-man, Gründer von SM Entertainment, eine Präsentation im SM Coex Artium unter dem Namen SMTOWN: Neo Culture Technology 2016, in der er seine Vision einer neuen multinationalen Boygroup erläuterte, die von verschiedenen Städten auf der gesamten Welt aus agieren sollte und in jeder Hinsicht, egal ob im Bezug auf die Musik, die Reichweite oder die Anzahl der Mitglieder, grenzenlos sein sollte.

### 2016 – Debüts von NCT U, NCT 127 und NCT Dream
SM Entertainment kündigte am 4. April 2016 das bevorstehende Debüt ihrer neuen Boygroup NCT an.
Mit NCT U (U steht für das englische Wort „united“) debütierte die erste Untergruppe NCTs. Am 9. April veröffentlichte NCT U die digitale Single The 7th Sense (Taeyong, Doyoung, Ten, Jaehyun, und Mark) und am 10. April die digitale Single Without You, die sowohl in Koreanisch als auch in Chinesisch aufgenommen wurde (koreanische Version: Taeil, Doyoung und Jaehyun; chinesische Version zusammen mit Kun). Am 9. April erschien NCT U mit NCT On Air das erste Mal auf V Live (Host: Super Juniors Heechul). Am selben Tag traten sie in China bei den 16. Music Feng Yun Bang Awards, zusammen mit den chinesischen SM Rookies Mitgliedern Kun und Winwin, auf. In Korea traten sie das erste Mal am 15. April bei KBS’ Music Bank.
Kurz darauf wurde NCT Life, eine Reality Show mit mittlerweile zehn Staffeln, das erste Mal ausgestrahlt. Die erste Staffel begleitete die SM Rookies während der SM Rookies Show in Thailand und wurde somit bereits im Februar 2016, also zwei Monate vor NCTs Debüt, gefilmt. Von Mai bis Mitte August folgten die Staffeln zwei und drei.
Am 1. Juli 2016, wurde mit NCT 127 die zweite Untergruppe vorgestellt. Die Untergruppe operiert von Seoul aus, weshalb die Nummer 127 in ihrem Namen für den Längengrad Seouls steht. Das Debüt-Lineup bestand aus 7 Mitgliedern: Taeil, Taeyong, Yuta, Jaehyun, Winwin, Mark und Haechan. Johnny, Doyoung und Jungwoo traten NCT 127 erst im Laufe der folgenden Monate und Jahre bei.
NCT 127 sangen am 7. Juli das erste Mal die Debüt-Single Fire Truck und die B-Seite Once Again bei Mnets M Countdown. Am selben Tag wurde das Musikvideo zu Fire Truck veröffentlicht. Die erste Extended Play (EP) NCT #127 erschien digital am 10. und physisch am 11. Juli. Am 29. Juli veröffentlichten NCT 127 in Kollaboration mit Coca-Cola die koreanische Version der Werbesingle Taste the feeling als Teil des Projekts SM Station von SM Entertainment.
Einen Monat später, am 19. August, stellte SM Entertainment mit NCT Dream die dritte Untergruppe der Band vor. Als erste Single ihrer später veröffentlichten Singlealbums The First (2017) wurde am 24. August 2016 Chewing Gum veröffentlicht. Am darauffolgenden Tag traten die sieben Mitglieder Mark, Renjun, Jeno, Haechan, Jaemin, Chenle und Jisung das erste Mal bei M Countdown auf.
Am 6. Dezember veröffentlichten fünf Mitglieder von NCT 127 (Yuta, Taeyong, Jaehyun, Mark, and Winwin) in Kollaboration mit W Korea ein Tanzvideo für das Lied Good Thing. Der Track wurde später auf NCT 127s zweiter EP NCT #127 Limitless veröffentlicht. Am 20. Dezember veröffentlichte NCT 127 ein Musikvideo für die Single Switch, die zuvor als Bonustrack auf NCT 127s erster EP NCT #127 erschienen war und die SM Trainee Gruppe SR15B (SM Rookies 2015 Boys) featured.
Am 27. Dezember kündigte SM Entertainment an, dass für NCT 127 im Januar 2017 ein Comeback bevorstand. Doyoung, der zuvor bereits mit NCT U aktiv gewesen war, und Johnny, der auch schon als SM Rookie bekannt war, würden sich dem ursprünglichen Lineup anschließen.

### 2017 – Promotions von NCT 127 und NCT Dream
Am 5. Januar 2017 veröffentlichten NCT 127 zwei Musikvideos („Dance ver.“ und „Rough ver.“) für die Single Limitless und stellten sie am selben Tag bei M Countdown vor, genau wie die bereits zuvor veröffentlichte B-Seite Good Thing. Die digitale Version der gleichnamigen EP NCT #127 Limitless erschien am 6. Januar; die physische Version am 9. Januar. NCT #127 Limitless erreichte Nummer eins der Billboard World Albums Charts.
Am 2. Februar kündigte SM Entertainment an, dass NCT Dreams erstes physisches Singlealbum The First am 9. Februar veröffentlicht werde. Des Weiteren wurde angemerkt, dass Jaemin verletzungsbedingt auf unbestimmte Zeit nicht an den Promotions teilnehmen würde. Somit performten die übrigen sechs Mitglieder am 9. Februar die Single My First and Last und die B-Seite Dunk Shot ohne ihn.
Am 14. Februar gewannen NCT Dream mit My First and Last den ersten Platz in der 100. Folge von SBS MTVs The Show. Dies stellte den ersten Musikshowgewinn für eine Untergruppe NCTs dar. NCT Dream wurden für die in Südkorea stattfindende U-20-Fußball-Weltmeisterschaft 2017 als offizielle Botschafter des Lokalen Organisationskomitees (LOK) ernannt und veröffentlichten am 15. März den offiziellen Song Trigger the fever.
Am 8. März wurden Johnny und Jaehyun von NCT 127 als zukünftige Radio DJs für SBS Power FMs neue Sendung NCT’s Night Night angekündigt, welche ab dem 20. März lief. Doyoung von NCT 127 schloss sich ihnen jeden Samstag als zusätzlicher DJ an. Am 23. Januar 2019 wurde die letzte Folge ausgestrahlt.
Am 14. Juni veröffentlichten NCT 127 ihre dritte EP NCT #127 Cherry Bomb. Mit dieser Single gewann NCT 127 das erste Mal den ersten Platz bei einer Musikshow. Sie gewannen am 22. Juni bei M Countdown.
Am 17. August veröffentlichten NCT Dream ihre erste EP We Young und stellten die gleichnamige Single bei M Countdown vor.
Am 15. Dezember veröffentlichten NCT Dream ihre erste Weihnachtssingle Joy als Teil der zweiten Staffel des Musikprojekts SM Station.

### 2018 – neue Mitglieder und GroßprojektNCT 2018 Empathy
Am 12. Januar veröffentlichten NCT U (Taeil, Doyoung, Jaehyun) die Single Timeless als Teil der zweiten Staffel des Musikprojekts SM Station. Die Single wurde bereits vor NCTs Debüt während der SM Rookies Show uraufgeführt und nun, zwei Jahre später, offiziell veröffentlicht.
Am 30. Januar veröffentlichten NCT U (Taeil, Doyoung) den Soundtrack Radio Romance für das gleichnamige K-Drama.
Im Januar kündigte SM Entertainment das erste Großprojekt NCT 2018 an, an dem alle, zu dem Zeitpunkt 18, Mitglieder teilnehmen würden. Am 30. Januar veröffentlichte SM Entertainment das erste Teaservideo für dieses Projekt unter dem Namen NCT 2018 Yearbook #1. Darin wurden zugleich drei neue Mitglieder vorgestellt: Kun, Lucas und Jungwoo. Kun, der Teil der SM Rookies gewesen war und auch 2016 schon mit NCT U promotet hatte, stand nun sein offizielles Debüt bevor. Auch Jaemin, der seit fast einem Jahr verletzungsbedingt nicht an NCTs Aktivitäten teilgenommen hatte, kehrte offiziell wieder zurück. Im Februar veröffentlichten NCT unter dem Namen NCTmentary eine Serie von Videos als Teil des Projekts.
Am 14. März wurde NCTs erstes Studioalbum NCT 2018 Empathy veröffentlicht. Das Album enthielt sechs Singles: Boss (NCT U), Baby Don’t Stop (NCT U), Yestoday (NCT U), Go (NCT Dream), Touch (NCT 127) und Black on Black (NCT 2018). Die Musikvideos der Singles wurden zum Großteil bereits vor dem Albumrelease veröffentlicht, die Lieder selbst waren allerdings bis zum 14. März weder auf Streamingplattformen noch käuflich erhältlich. Das Album stieg auf Platz zwei der Südkoreanischen Album-Charts ein, verkaufte sich mehr als 300.000 mal und wurde mit Platin ausgezeichnet.
Am 5. Mai erreichten NCT Nummer eins der Billboard Emerging Artists Charts. Damit ist NCT der erste K-Pop-Künstler, der dies erreicht hat.
Mit WayV kündigte SM im August 2018 die erste nicht koreanischsprachige Untergruppe an.
Am 3. September veröffentlichten NCT Dream ihre zweite EP We Go Up und promoteten die gleichnamige Single erstmals bei SBS MTVs The Show am darauffolgenden Tag. Dies war das letzte Comeback und die letzten Promotions als NCT Dream mit 7 Mitgliedern, bevor Mark nach koreanischem Alter volljährig wurde und somit die Gruppe Ende 2018 verlassen musste.
Am 11. September wurde Xiaojun in einem YouTube-Video als Teil der SM Rookies angekündigt und war somit das erste bis zu dem Zeitpunkt noch unbekannte Mitglied von der zukünftigen chinesischen Untergruppe WayV, das vorgestellt wurde. Gleichermaßen wurden Hendery am 13. September und Yangyang am 15. September der Öffentlichkeit vorgestellt.
Am 12. Oktober veröffentlichten NCT 127 ihr erstes Studioalbum NCT #127 Regular-Irregular. Die Single Regular veröffentlichten sie sowohl in Englisch (Musikvideoveröffentlichung: 8. Oktober) als auch in Koreanisch (Musikvideoveröffentlichung: 11. Oktober). Jungwoo, der zu Beginn des Jahres bereits bei NCT 2018 mitgewirkt hatte, wurde als Teil von NCT 127 etabliert. NCT 127 gelang mit diesem Album ihr erster Einstieg in die US-amerikanischen Billboard 200 Charts. Die EP stieg auf Platz 86 ein und verkaufte sich 8000 mal in der Veröffentlichungswoche. Zu dieser Zeit konzentrierten sich NCT 127 hauptsächlich auf den amerikanischen Markt. So präsentierten sie zum Beispiel Regular das erste Mal bei Jimmy Kimmel Live! am 8. Oktober, was auch gleichzeitig ihr erstes Erscheinen im US-amerikanischen Fernsehen darstellte.
Am 27. November veröffentlichten NCT 127 NCT #127 Regulate, das neu verpackte Album von NCT #127 Regular-Irregular; am 27. Dezember veröffentlichten NCT Dream die Single Candle Light als Teil der dritten Staffel des Musikprojekts SM Station. Dies stellte vorerst Marks letzte Veröffentlichung mit NCT Dream dar, der am 31. Dezember 2018, bis zur Regeländerung der Untergruppe Anfang 2020, die Gruppe verließ.

### 2019 – Debüt von WayV und NCT 127-Welttournee
Am 31. Dezember 2018 kündigte SM Entertainment das Debüt von NCTs vierter Untergruppe WayV (chinesisch 威神V, Pinyin Wēi shén V) an. Die Gruppe operiert von China aus und hat sieben Mitglieder: Kun, Winwin, Ten, Lucas, Hendery, Xiaojun, and Yangyang. Vier von ihnen (Kun, Winwin, Ten, Lucas) waren vorher bereits in anderen NCT-Untergruppen aktiv. WayV wird von Label V, einem mit SM Entertainment kollaborierendem chinesischen Label, gemanagt. Das Debüt der Untergruppe fand am 17. Januar 2019 statt, wobei es sich um die chinesische Version von NCT 127s Single Regular handelte. Ihr Debüt-Singlealbum The Vision wurde digital veröffentlicht und es enthielt neben dem Lied Dream Launch auch die chinesische Version von NCT 127s B-Seite Come Back.
Am 26. Januar starteten NCT 127 ihre erste Konzerttour, Neo City – The Origin, mit der sie in Südkorea, Japan, Nordamerika und Europa auftraten. Während der Tour, am 18. März, veröffentlichten sie die japanische Single Wakey-Wakey, die Teil ihres am 17. April erschienenen ersten japanischen Studioalbums Awaken ist. NCT 127s vierte koreanische EP NCT #127 We Are Superhuman und die darauf befindliche Single Superhuman wurden digital am 24. Mai veröffentlicht. Physisch erschien die EP drei Tage darauf am 27. Mai.
Am 9. Mai veröffentlichten WayV ihre erste EP Take Off mit der gleichnamigen Single. Die Single erreichte Nummer eins der QQ Music Popular Music Charts, einer der drei erfolgreichsten Streamingplattformen Chinas.
Am 6. Juni veröffentlichten NCT Dream in Kollaboration mit HRVY den Song Don’t Need Your Love als Teil der dritten Staffel von SM Station.
NCT Dream wurden von der World Scout Foundation als erster globaler Botschafter ausgewählt. Sie sangen ihren am 15. Juli erschienenen englischsprachige Song Fireflies das erste Mal beim 24. World Scout Jamboree in den USA am 23. Juli. Die Einnahmen der Single gingen an Pfadfinder aus benachteiligten Gebieten.
Am 26. Juli veröffentlichten NCT Dream ihre dritte EP We Boom und deren Titeltrack Boom. Am 29. Oktober veröffentlichten WayV ihre zweite EP Take Over The Moon mit deren Titeltrack Moonwalk und präsentierten diesen am darauffolgenden Tag bei ihrem ersten Auftritt in einer koreanischen Musikshow bei MBCs Show Champion. Am 5. November veröffentlichten WayV die englischsprachige Version der Single Love Talk, die auf der vorherigen EP als chinesische B-Seite veröffentlicht worden war.
Am 13. Dezember veröffentlichten NCT U Coming Home als Teil der Staffel X vom Musikprojekt SM Station.

### 2020 – Umstrukturierung von NCT Dream und GroßprojektNCT 2020 Resonance
Am 27. Januar veröffentlichte NCT 127 das Lied Dreams Come True, ein „Geschenk“ an NCTzen, die Fans von NCT. Es erschien auch auf ihrem, am 6. März veröffentlichten, zweiten Studioalbum NCT #127 Neo Zone. Der Titeltrack dieses Albums, Kick It, wurde am 7. März das erste Mal bei KBS2TVs Music Bank gespielt. Mit diesem Comeback kehrte Jungwoo wieder zurück, der zuvor aus gesundheitlichen Gründen inaktiv gewesen war. Am 7. April wurde angekündigt, dass das neu verpackte Album NCT #127 Neo Zone: The Final Round mit der Single Punch am 19. Mai erscheinen würde. NCT 127 sangen Punch das erste Mal am 22. Mai bei KBS2TVs Music Bank. Beide Versionen zusammen verkauften über 1,21 Millionen Exemplare, weshalb sich NCT 127 somit als erste NCT Untergruppe den Titel „million seller“ (deutsch: „Millionenverkäufer“) verdiente.
Am 14. April gab SM Entertainment den Wünschen der Fans nach und verkündete, dass NCT Dream nicht mehr ihr ursprüngliches Konzept weiterführen würden. Somit mussten die vier Mitglieder Renjun, Jeno, Haechan und Jaemin, die nach koreanischem Alter zum Neujahr 19 Jahre alt und somit volljährig geworden waren, nicht die Gruppe verlassen. Auch würde Mark, der die Gruppe bereits verlassen hatte, nach den Promotions für Ridin’ wieder zu NCT Dream zurückkehren. Laut SM Entertainment sollte NCT Dream in Zukunft ähnlich zu NCT U eingesetzt werden, d. h. die sieben Mitglieder könnten dann in jeder möglichen Kombination aktiv sein. Am 20. April wurde angekündigt, dass NCT Dream am 29. April ihre vierte EP Reload mit der Single Ridin’ veröffentlichen würden.
Im Mai 2020 hielten NCT 127, NCT Dream und WayV je ein online live Konzert auf Navers V Live. Beyond LIVE, organisiert von SM Entertainment und Naver, ist das erste online Konzert seiner Art mit AR und weiteren Technologien. WayV hielt am 3. Mai als erste der drei Untergruppen ihr Konzert. Darauf folgten NCT Dream am 10. Mai und NCT 127 am 17. Mai. Am 18. Mai wurde veröffentlicht, dass für NCT 127s Konzert insgesamt über 104.000 Tickets in 129 Ländern verkauft wurden.
Am 9. Juni veröffentlichten WayV ihr erstes Studioalbum Awaken the World mit der Single Turn Back Time. Die physische Veröffentlichung musste aufgrund einer kontroversen Outfitpanne im Fotobuch des Albums auf den 9. September verschoben werden.
Am 15. September wurde NCTs neues Großprojekt NCT 2020 angekündigt, das ähnlich zu NCT 2018 alle derzeitigen NCT Mitglieder für ein Album vereinen sollte. Die drei WayV Mitglieder Hendery, Xiaojun und Yangyang sowie die zwei neuen Mitglieder Sungchan und Shotaro, die noch in keiner weiteren NCT Untergruppe aktiv sind, wurden mit dem Video NCT 2020 YearParty das erste Mal offiziell als Teil von NCT vorgestellt. Schon vor Release des Albums wurde bekannt gegeben, dass mehr als 1,12 Millionen Vorbestellungen eingegangen waren, womit sich NCT erstmals mit nur einem Album ohne Repackage den Titel „million seller“ (deutsch: „Millionenverkäufer“) verdiente. Das Album Resonance Pt. 1 erschien am 12. Oktober mit den Titeltracks Make a Wish und From Home. Das Musikvideo zur Single Make A Wish erzielte in den ersten 24 Stunden über 25 Millionen Aufrufe auf YouTube, was nicht nur einen neuen 24h-Rekord für NCT aufstellte, sondern auch für ihre Plattenfirma SM Entertainment. Im Mai 2021 brachen NCT Dream diesen Rekord mit ihrem Musikvideo zu 맛 (Hot Sauce). Genauso ist Make A Wish auch das schnellste Musikvideo eines Künstlers unter SM Entertainment, das 100 Millionen Views erreichte. Der zweite Teil des Albums, Resonance Pt. 2, erschien am 23. November mit den Titeltracks 90’s Love und Work It. Auch Resonance Pt.2 verkaufte über 1,2 Millionen Auflagen. Somit verdiente sich NCT mit diesem Album erstmals den Titel „double million seller“. Insgesamt verkauften NCT im Jahr 2020 bis zum 22. Dezember über 5,1 Millionen Alben.
Am 21. November hielt Seong-su Lee, CEO von SM Entertainment, eine Rede bei der Geschäftskonferenz COMEUP 2020 Meet the Future – Post Pandemic in der er unter anderem von Zukunftsplänen bezüglich NCT sprach. SM Entertainment plant die Marke NCT nach Japan, Südostasien, die USA, Europa, Australien und Afrika zu erweitern.
Am 28. November gewannen NCT neben drei weiteren Preisen auch einen „Daesang“ (deutsch: Hauptpreis) bei den Asia Artist Awards. Sie gewannen mit Resonance Pt. 1 die Kategorie „Artist of the Year“.
Am 30. November wurde angekündigt, dass NCT als Finale ihres zweiten Studioalbums am 4. Dezember die Single Resonance veröffentlichen würden. Dabei handelt es sich um einen Remix der vorherigen Veröffentlichungen Make a Wish (Birthday Song), 90’s Love, Work It und Raise the Roof, der alle 23 Mitglieder featured. Sie performten die Single das erste Mal am 6. Dezember bei den Mnet Asian Music Awards 2020.
Am 24. Dezember kündigte SM Entertainment an, dass Taeyong verletzungsbedingt auf unbestimmte Zeit nicht an den Promotions teilnehmen würde.
Am 27. Dezember hielt NCT 2020 ein Beyond LIVE online Konzert auf Navers V Live. Bis auf Taeyong, der verletzungsbedingt nicht daran teilnehmen konnte, performten alle Mitglieder neue und alte NCT-Songs.

### 2021
Am 1. Januar 2021 nahmen 22 der 23 Mitglieder am online live Konzert SMTOWN live Culture Humanity ihres Labels SM Entertainment teil.
Am 4. Januar wurde auf NCTs japanischem Twitter-Account angekündigt, dass NCT 127 am 17. Februar die japanische EP LOVEHOLIC veröffentlichen würden. Auf NCTs japanischem Twitter-Account wurde am 22. Januar angekündigt, dass die Single First Love bereits am 27. Januar veröffentlicht werden würde. Auch der Titeltrack gimme gimme des Albums wurde bereits im Voraus, am 15. Februar (KST), veröffentlicht und das zugehörige Musikvideo 18 Stunden später. Sie performten den Song noch am selben Tag das erste Mal bei der japanischen Fernsehshow CDTV Live! Live!.
Direkt im Anschluss, genauer am 23. Februar, wurde angekündigt, dass als nächstes WayV eine neue EP mit insgesamt sechs Liedern veröffentlichen würden. Kick Back – The 3rd Mini Album, die dritte EP der Untergruppe, wurde am 10. März veröffentlicht, sowie zeitgleich das Musikvideo zum gleichnamigen Titeltrack. Sie performten den Song und einige der B-Seiten des Albums kurz vor der offiziellen Veröffentlichung das erste Mal live während einem Online-Auftritt, der auf Twitter, YouTube und V Live gestreamt wurde. Bei einer Musikshow erschienen sie das erste Mal am darauffolgenden Tag, als sie mit Kick Back bei M Countdown auftraten.
Am 10. Mai veröffentlichten NCT Dream ihr erstes Studioalbum 맛 (Hot Sauce). Neben dem gleichnamigen Titeltrack beinhaltet das Album neun weitere Lieder und erschien in drei Versionen: „crazy“, „boring“ und „chilling“. Um die Fans auf das bevorstehende Comeback einzustimmen, wurde ab dem 17. April alle vier Tage eine Folge von NCT Dreams neuer Show „7llin’ in the DREAM“ auf ihrem YouTube-Kanal hochgeladen. Dabei wurden die sieben Mitglieder bei einem Tagesausflug begleitet.
맛 (Hot Sauce) erzielte über 1,71 Millionen Vorbestellungen und brach somit NCTs vorherigen Rekord von Resonance Pt.1, sowie gleichzeitig auch den Rekord innerhalb von SM Entertainment. Auch Make A Wishs Rekord der meisten YouTube-Aufrufe eines SM Entertainment-Musikvideos innerhalb der ersten 24 Stunden nach Release brachen NCT Dream mit dem Musikvideo zu 맛 (Hot Sauce). Sie performten den Titeltrack das erste Mal am 11. Mai bei einer persönlichen Online-Show unter dem Namen „7DREAM RETURN! 7+맛=SHOW“, die auf YouTube, TikTok, V Live und Twitter übertragen wurde.
NCT 127 veröffentlichten am 4. Juni den Song Save, eine Kollaboration mit dem Musiklabel Amoeba Culture.
Das Repackage-Album von 맛 (Hot Sauce) mit dem Namen Hello Future ist am 28. Juni erscheinen.

### Seit 2023
Am 10. Mai 2023 gab SM Entertainment bekannt, dass Lucas nach einer 21-monatigen Pause NCT und WayV verlässt. Am 24. Mai verließen Sungchan und Shotaro NCT, um sich der neuen Boygroup Riize von SM Entertainment anzuschließen. Außerdem wurde bekannt gegeben, dass die SM Rookies-Trainees Eunseok und Seunghan, die ihr Debüt bei NCT Tokyo geben sollten und zuvor in der Varieté-Show Welcome to NCT Universe aufgetreten waren, sich Riize anschließen würden. 
Am 5. Juni veröffentlichte Taeyong seine erste EP, Shalala, und war damit das erste Mitglied von NCT, das als Solist debütierte. Am 27. Juli strahlte SM Entertainment die Survival-Reality-Show NCT Universe: LASTART aus, in der die Trainees darum kämpften, als Teil der finalen Sub-Unit von NCT zu debütieren. Unter den zehn Kandidaten wurden fünf ausgewählt, um sich den SM Rookies-Trainees Yushi und Sion in der Besetzung von NCT Tokyo anzuschließen, die nun als NCT New Team bekannt ist: Sion, Riku, Yushi, Jungmin, Daeyoung, Ryo, Sakuya.
Am 28. August kamen NCT für ihr viertes Studioalbum Golden Age wieder zusammen. Das Album enthält zwei Singles, „Golden Age“ und „Baggy Jeans“, wobei letztere die Mitglieder von NCT U’s Debütsingle „The 7th Sense“ wiedervereinigt. Später gaben sie fünf Konzerte in voller Besetzung unter dem Titel NCT Nation: To The World. Sie traten im Incheon Munhak Stadium in Südkorea und im Yanmar Stadium Nagai und Ajinomoto Stadium in Japan auf, wobei NCT New Team als Vorgruppe für die Japan-Shows fungierte. Am 2. Oktober verließ Jungmin NCT New Team aus gesundheitlichen Gründen, so dass die endgültige Besetzung der Gruppe aus sechs Mitgliedern bestand. Am 8. Oktober veröffentlichte NCT New Team ihre Vorab-Single Hands Up; die „New Team“-Untereinheit debütierte später offiziell als NCT Wish am 28. Februar 2024. Am 28. August 2024 wurde Taeil aufgrund von Anschuldigungen wegen sexueller Übergriffe aus NCT entfernt.

## Mitglieder
| Name     | Debüt      | Untergruppen | Untergruppen | Untergruppen | Untergruppen | Anmerkungen |
| Name     | Debüt      | U            | 127          | Dream        | WayV         | Anmerkungen |
| -------- | ---------- | ------------ | ------------ | ------------ | ------------ | --- |
| Taeyong  | 09.04.2016 |              |              |              |              | verletzungsbedingt inaktiv vom 24.12.2020 bis 09.02.2021 |
| Doyoung  | 09.04.2016 |              |              |              |              | |
| Ten      | 09.04.2016 |              |              |              |              | |
| Jaehyun  | 09.04.2016 |              |              |              |              | |
| Mark     | 09.04.2016 |              |              |              |              | NCT Dream-Mitglied von Debüt bis 31.12.2018; nach Regeländerung Anfang 2020 wieder Mitglied                                                                  |
| Taeil    | 10.04.2016 |              |              |              |              | Nach einer Diskussion mit SM Entertainment wegen einem Strafverfahren im Zusammenhang mit einem Sexualdelikt ist er seit dem August 2024 kein Mitglied mehr. |
| Kun      | 12.04.2016 |              |              |              |              | NCT U-Debüt mit der chinesischen Version der Single Without You; danach inaktiv bis 18.04.2018                                                               |
| Yuta     | 07.07.2016 |              |              |              |              | |
| Winwin   | 07.07.2016 |              |              |              |              | seit Debüt in WayV (17.01.2019) inaktiv in NCT 127; kein offizielles Statement von SM Entertainment                                                          |
| Haechan  | 07.07.2016 |              |              |              |              | |
| Renjun   | 24.08.2016 |              |              |              |              | |
| Jeno     | 24.08.2016 |              |              |              |              | |
| Jaemin   | 24.08.2016 |              |              |              |              | verletzungsbedingt inaktiv vom 07.01.2017 bis Anfang 2018 |
| Chenle   | 24.08.2016 |              |              |              |              | |
| Jisung   | 24.08.2016 |              |              |              |              | |
| Johnny   | 04.01.2017 |              |              |              |              | |
| Jungwoo  | 18.02.2018 |              |              |              |              | aus gesundheitlichen Gründen inaktiv von August 2019 bis 27.01.2020                                                                                          |
| Lucas    | 18.02.2018 |              |              |              |              | nach einem Skandal seit August 2021 inaktiv; seit dem 10.05.2023 offiziell kein Mitglied von NCT mehr                                                        |
| Xiaojun  | 17.01.2019 |              |              |              |              | |
| Hendery  | 17.01.2019 |              |              |              |              | |
| Yangyang | 17.01.2019 |              |              |              |              | |
| Sungchan | 12.10.2020 |              |              |              |              | |
| Shotaro  | 12.10.2020 |              |              |              |              | |

Nach den Informationen des NCT-Künstler-Profils der ehemaligen offiziellen Website von SM Entertainment

## Diskografie
Studioalben

| Jahr      | Titel Musiklabel                                | Höchstplatzierung, Gesamtwochen, AuszeichnungChartplatzierungen (Jahr, Titel, Musiklabel, Platzierungen, Wochen, Auszeichnungen, Anmerkungen) | Höchstplatzierung, Gesamtwochen, AuszeichnungChartplatzierungen (Jahr, Titel, Musiklabel, Platzierungen, Wochen, Auszeichnungen, Anmerkungen) | Höchstplatzierung, Gesamtwochen, AuszeichnungChartplatzierungen (Jahr, Titel, Musiklabel, Platzierungen, Wochen, Auszeichnungen, Anmerkungen) | Höchstplatzierung, Gesamtwochen, AuszeichnungChartplatzierungen (Jahr, Titel, Musiklabel, Platzierungen, Wochen, Auszeichnungen, Anmerkungen) | Höchstplatzierung, Gesamtwochen, AuszeichnungChartplatzierungen (Jahr, Titel, Musiklabel, Platzierungen, Wochen, Auszeichnungen, Anmerkungen) | Höchstplatzierung, Gesamtwochen, AuszeichnungChartplatzierungen (Jahr, Titel, Musiklabel, Platzierungen, Wochen, Auszeichnungen, Anmerkungen) | Höchstplatzierung, Gesamtwochen, AuszeichnungChartplatzierungen (Jahr, Titel, Musiklabel, Platzierungen, Wochen, Auszeichnungen, Anmerkungen) | Anmerkungen                                                                                    |
| Jahr      | Titel Musiklabel                                | KR | JP | DE | AT | CH | UK | US | Anmerkungen                                                                                    |
| --------- | ----------------------------------------------- | --- | --- | --- | --- | --- | --- | --- | ---------------------------------------------------------------------------------------------- |
| NCT       |                                                 | | | | | | | |                                                                                                |
|           |                                                 | | | | | | | |                                                                                                |
| 2018      | NCT 2018 Empathy SM Entertainment               | KR2 ×2Doppelplatin · (90 Wo.)KR | — | — | — | — | — | — | Erstveröffentlichung: 14. März 2018 Verkäufe: + 500.000                                        |
| 2020      | NCT 2020 Resonance Pt. 1 SM Entertainment       | KR1 Diamant · (24 Wo.)KR | JP2 (4 Wo.)JP | — | — | — | — | US6 (9 Wo.)US | Erstveröffentlichung: 12. Oktober 2020 Verkäufe: + 1.000.000                                   |
| 2020      | NCT 2020 Resonance Pt. 2 SM Entertainment       | KR1 Diamant + Platin (KiT) · (25 Wo.)KR | JP3 (14 Wo.)JP | — | — | — | — | — | Erstveröffentlichung: 23. November 2020 Verkäufe: + 1.250.000                                  |
| 2021      | Universe SM Entertainment                       | KR1 Diamant · (14 Wo.)KR | JP1 (6 Wo.)JP | — | — | — | — | US20 (4 Wo.)US | Erstveröffentlichung: 14. Dezember 2021 Verkäufe: + 1.000.000                                  |
| 2023      | Golden Age SM Entertainment                     | KR1 Diamant · (8 Wo.)KR | JP1 (9 Wo.)JP | — | — | — | — | US66 (1 Wo.)US | Erstveröffentlichung: 28. August 2023 Verkäufe: + 1.000.000                                    |
| NCT 127   |                                                 | | | | | | | |                                                                                                |
|           |                                                 | | | | | | | |                                                                                                |
| 2018      | Regular-Irregular SM Entertainment              | KR1 Platin · (78 Wo.)KR | — | — | — | — | — | US86 (1 Wo.)US | Erstveröffentlichung: 12. Oktober 2018 Verkäufe: + 250.000                                     |
| 2019      | Awaken Avex Trax                                | — | JP4 (31 Wo.)JP | — | — | — | — | — | Erstveröffentlichung: 17. April 2019                                                           |
| 2020      | Neo Zone SM Entertainment                       | KR1 ×3Dreifachplatin · (53 Wo.)KR | — | — | — | — | — | US5 (5 Wo.)US | Erstveröffentlichung: 6. März 2020 Verkäufe: + 750.000                                         |
| 2020      | Neo Zone Repackage SM Entertainment             | KR6 Platin · (16 Wo.)KR | — | — | — | — | — | — | Erstveröffentlichung: 14. Mai 2020 Verkäufe: + 250.000                                         |
| 2021      | Sticker SM Entertainment                        | KR1 ×2Doppeldiamant · (29 Wo.)KR | — | DE16 (5 Wo.)DE | AT14 (1 Wo.)AT | CH37 (3 Wo.)CH | UK40 (1 Wo.)UK | US3 (17 Wo.)US | Erstveröffentlichung: 17. September 2021 Verkäufe: + 2.000.000                                 |
| 2021      | Favorite SM Entertainment                       | KR2 ×3Dreifachplatin · (16 Wo.)KR | — | — | — | — | — | — | Erstveröffentlichung: 25. Oktober 2021 Wiederveröffentlichung von Sticker Verkäufe: + 750.000  |
| 2022      | 2 Baddies SM Entertainment                      | KR2 Diamant · (11 Wo.)KR | — | DE65 (2 Wo.)DE | — | CH77 (2 Wo.)CH | — | US3 (5 Wo.)US | Erstveröffentlichung: 16. September 2022 Verkäufe: + 1.000.000                                 |
| 2023      | Ay-Yo: The 4th Album Repackage SM Entertainment | KR1 Diamant · (6 Wo.)KR | JP2 (5 Wo.)JP | — | — | — | — | US13 (2 Wo.)US | Erstveröffentlichung: 30. Januar 2023 Verkäufe: + 1.007.500                                    |
| 2023      | Fact Check SM Entertainment                     | KR1 Diamant · (10 Wo.)KR | JP— GoldJP | — | — | — | — | US16 (2 Wo.)US | Erstveröffentlichung: 6. Oktober 2023 Verkäufe: + 1.100.000                                    |
| 2024      | Walk: The 6th Album SM Entertainment            | KR1 ×3Dreifachplatin · (5 Wo.)KR | — | — | — | — | — | US117 (1 Wo.)US | Erstveröffentlichung: 15. Juli 2024 Verkäufe: + 750.000                                        |
| NCT Dream |                                                 | | | | | | | |                                                                                                |
|           |                                                 | | | | | | | |                                                                                                |
| 2021      | Hot Sauce (맛) SM Entertainment                 | KR1 ×2Doppeldiamant · (79 Wo.)KR | — | — | — | — | — | — | Erstveröffentlichung: 10. Mai 2021 Verkäufe: + 2.000.000                                       |
| 2021      | Hello Future SM Entertainment                   | KR1 Diamant + Platin (KiT) · (60 Wo.)KR | — | — | — | — | — | — | Erstveröffentlichung: 28. Juni 2021 Wiederveröffentlichung von Hot Sauce Verkäufe: + 1.250.000 |
| 2022      | Glitch Mode SM Entertainment                    | KR1 ×2Doppeldiamant · (25 Wo.)KR | — | — | — | — | — | US50 (1 Wo.)US | Erstveröffentlichung: 28. März 2022 Verkäufe: + 2.000.000                                      |
| 2023      | ISTJ: The 3rd Album SM Entertainment            | KR1 ×3×2Dreifachdiamant + Doppelplatin (Nemo) · (10 Wo.)KR                                                                                    | JP2 Gold · (8 Wo.)JP | DE46 (1 Wo.)DE | — | CH80 (1 Wo.)CH | — | US28 (3 Wo.)US | Erstveröffentlichung: 17. Juli 2023 · Verkäufe: + 3.850.000; + KR: Platin (SMC)                |
| 2024      | Dreamscape SM Entertainment                     | KR1 Diamant · (11 Wo.)KR | JP5 (8 Wo.)JP | — | — | — | — | — | Erstveröffentlichung: 11. November 2024 Verkäufe: + 1.000.000                                  |
| WayV      |                                                 | | | | | | | |                                                                                                |
|           |                                                 | | | | | | | |                                                                                                |
| 2020      | Awaken the World Label V, SM Entertainment      | KR3 (16 Wo.)KR | JP19 (1 Wo.)JP | — | — | — | — | — | Erstveröffentlichung: 9. Juni 2020                                                             |
| 2023      | On My Youth Label V, SM Entertainment           | KR4 Platin · (11 Wo.)KR | — | — | — | — | — | — | Erstveröffentlichung: 1. November 2023 Verkäufe: + 250.000                                     |

## Filmografie
| Staffel | Titel                                | Koreanischer Titel           | Ausstrahlung           | Episoden | Plattform                                             | Anmerkungen                                                                                 | Ref.            |
| ------- | ------------------------------------ | ---------------------------- | ---------------------- | -------- | ----------------------------------------------------- | ------------------------------------------------------------------------------------------- | --------------- |
| 1       | NCT Life in Bangkok                  | NCT Life in Bangkok          | 16.04.– 02.05.2016     | 6        | V Live, MBC Music, Youku, Tudou, AliMusic             | Teilnehmer: 2016 aktive männliche SM Rookies gefilmt vor Debüt                              | [ 134 ] [ 135 ] |
| 2       | NCT Life in Seoul                    | NCT Life in Seoul            | 21.05.– 11.06.2016     | 7        | V Live, MBC Music, Naver TV Cast                      | Teilnehmer: Taeyong, Yuta, Kun, Doyoung, Jaehyun, Winwin                                    | [ 136 ] [ 137 ] |
| 3       | NCT Life in Paju                     | NCT Life 단합대회            | 16.07.– 20.08.2016     | 5        | V Live, MBC Music, Youku, Tudou, AliMusic             | Teilnehmer: 2016 aktive NCT 127-Mitglieder                                                  | [ 138 ] [ 139 ] |
| 4       | NCT Life: Korean Food King Challenge | NCT Life 한식왕 도전기       | 22.10.– 26.11.2016     | 6        | V Live, NAVER TV, Youku                               | Teilnehmer: Taeil, Taeyong, Yuta, Doyoung, Ten, Jaehyun, Winwin Sternekoch Kwon Woo-joong   | [ 140 ] [ 141 ] |
| 5       | NCT Life: Entertainment Retreat      | NCT Life 예능 수련회         | 04.03.– 19.03.2017     | 6        | V Live, Naver TV Cast, Youku                          | Teilnehmer: Renjun, Jeno, Chenle, Jisung Moderatoren: Leeteuk und Shindong von Super Junior | [ 142 ] [ 143 ] |
| 6       | NCT Life in Chiangmai                | NCT Life in Chiangmai        | 25.03.– 09.04.2017     | 6        | V Live, NAVER TV Cast, Youku, LINE TV                 | Teilnehmer: Taeyong, Johnny, Doyoung, Ten, Jaehyun                                          | [ 144 ] [ 145 ] |
| 7       | NCT Life in Osaka                    | NCT Life in Osaka            | 14.06.– 22.07.2017     | 21       | KBS Joy, oksusu, DATV                                 | Teilnehmer: Taeil, Taeyong, Yuta, Doyoung, Winwin                                           | [ 146 ] [ 147 ] |
| 8       | NCT Life: Hot & Young Seoul Trip     | NCT Life Hot&Young 서울 여행 | 23.07.– 17.08.2018     | 12       | Seoul Tourismus-Website und VisitSeoul TV auf YouTube | Teilnehmer: Johnny, Kun, Yuta, Winwin, Lucas, Mark                                          | [ 148 ] [ 149 ] |
| 9       | NCT Life in Chuncheon and Hongcheon  | NCT Life in 춘천&홍천        | 09.12.2019– 17.01.2020 | 18       | V Live, Seezn                                         | Teilnehmer: Taeil, Johnny, Yuta, Doyoung, Jaehyun, Haechan                                  | [ 150 ] [ 151 ] |
| 10      | NCT Life: DREAM in Wonderland        | NCT Life: 드림 인 원더랜드   | 06.07.– 11.08.2020     | 12       | Seezn, TrueID                                         | Teilnehmer: Renjun, Jeno, Jaemin, Chenle, Jisung                                            | [ 152 ] [ 153 ] |